# Clubiona rostrata
Clubiona rostrata este o specie de păianjeni din genul Clubiona, familia Clubionidae, descrisă de Paik, 1985. Conform Catalogue of Life specia Clubiona rostrata nu are subspecii cunoscute.